# Бистром, Егор Антонович
Егор (Георгий) Антонович Бистром (нем. Karl Georg August von Bistram; 1786—1828) — генерал-майор, участник наполеоновских войн, командир Тверского драгунского полка.

## Биография
Родился 5 (16) апреля 1786 года на мызе Каппель. Сын Антона (Отто) Оттовича фон Бистрома (Otto Gotthard von Bistram) (1762—1836) от его брака с Августой Иоганной фон Крузенштерн. Его братья: Фёдор, Эдуард, Филипп, Антон, Адам и Фердинанд.
В 1800 году поступил в Морской кадетский корпус, в 1805 году уволен по неспособности к морской службе 14-м классом и 27 марта 1805 года поступил юнкером в 20-й егерский полк; 5 апреля 1806 года произведён в подпоручики.
18 марта 1808 года был переведён в лейб-гвардии Егерский полк, в составе которого участвовал в Отечественной войне 1812 года и заграничном походе 1813-1814 годов; был награждён орденом Св. Георгия 4-го класса; 20 мая 1814 года произведён в полковники.
С 23 апреля 1817 года — в Борисоглебском уланском полку; 11 марта 1819 года переведён в Ямбургский уланский полк, а 10 ноября 1819 года был уволен в отставку.
Вновь принят на службу в Иркутский гусарский полк; 6 января 1826 года назначен командиром Тверского драгунского полка; 25 июня 1827 года произведён в генерал-майоры с назначением состоять при начальнике 4-й гусарской дивизии.
С 10 мая 1828 года — командир 2-й бригады 4-й уланской дивизии.
Был убит 15 (27) августа 1828 года во время русско-турецкой войны 1828—1829 годов.

## Награды
Российской империи:
- Орден Святой Анны 2-й степени (3 июня 1813); алмазные украшения к ордену (4 октября 1815)[1]
- Орден Святого Владимира 4-й степени
- Орден Святого Георгия 4-й степени (10 декабря 1813)
- Серебряная медаль «В память Отечественной войны 1812 года»

Иностранных государств:
- Орден «Pour le Mérite» (Королевство Пруссия)
- Орден Красного орла 3-й степени (Королевство Пруссия)
- Кульмский крест (Королевство Пруссия)